# Arusha nationalpark

Arusha nationalpark ligger i norra Tanzania nordost om Arusha och omfattar 552 km2. Nationalparken innefattar Mount Meru samt Ngurdotokratern och Momellasjöarna. Mount Meru är Tanzanias näst högsta berg med sina 4566 meter över havet efter Kilimanjaros två högsta toppar. Momellasjöarna är, som många andra sjöar i Östafrikanska riftsystemet, sodasjöar.
Arusha inrättades 1960 och ligger strax sydost om Kilimanjaro nationalpark.

## Historia
Fru Trappe som tillhörde jordbruksfamiljen som flyttat till Momela 1907, omvandlade en stor del av egendomen till viltskyddsområde. När nationalparken bildades 1960 ingick egendomen. Nationalparken hette Ngurdotokraterns nationalpark fram till 1967 då Mount Meru kom till.

## Djurliv
Inom nationalparken finns vegetationszoner som går från tropiskt till alpint klimat där man kan hitta afrikansk buffel, giraff, ellipsvattenbock, vårtsvin, zebra, dik-dik, diademmarkatta, leoparder och fläckig hyena. På de skogklädda sluttningarna i just Arusha finns goda möjligheter att få se både den svartvita guerezan och den röda dykaren som man sällan ser i andra parker.

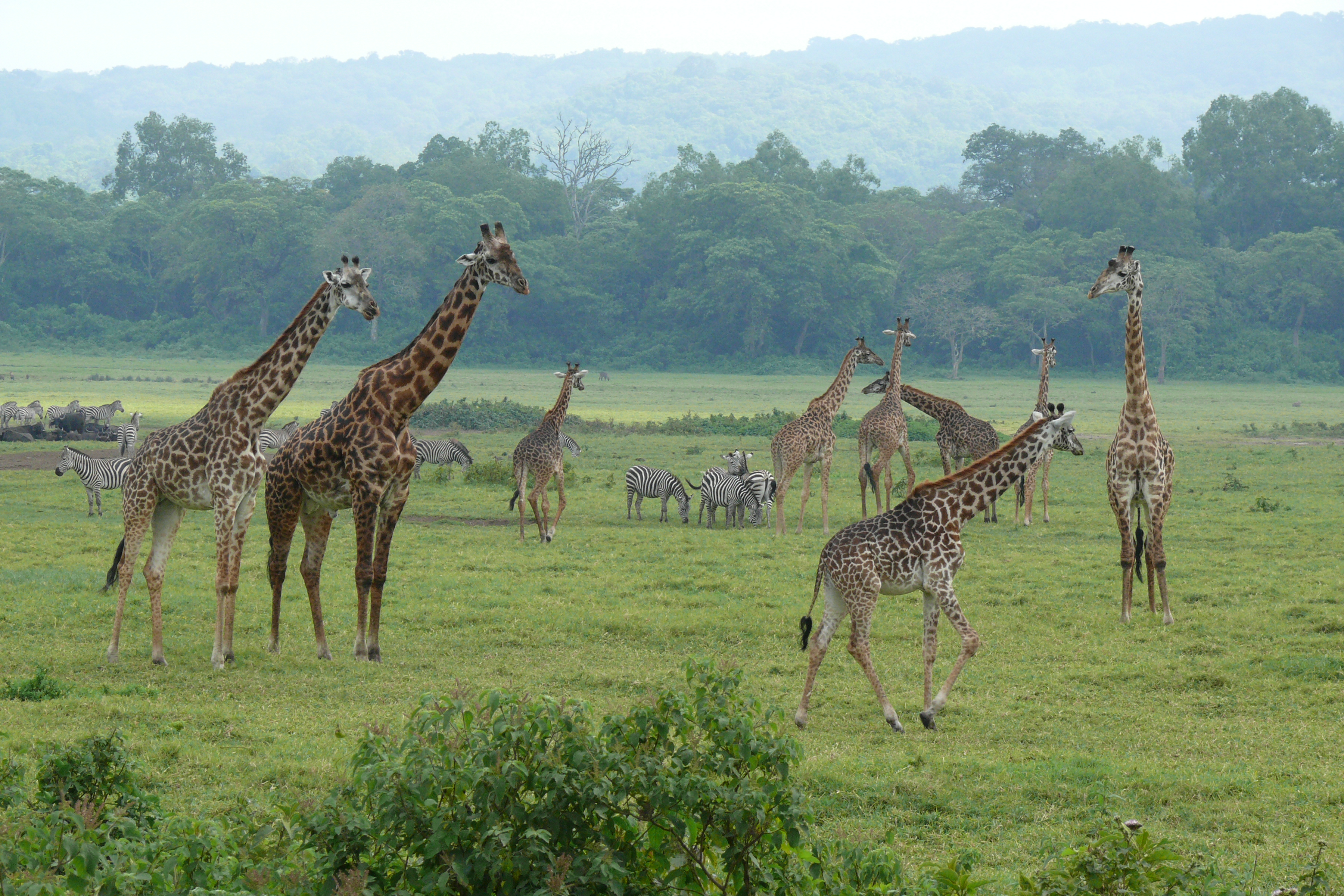
Giraffer och zebror
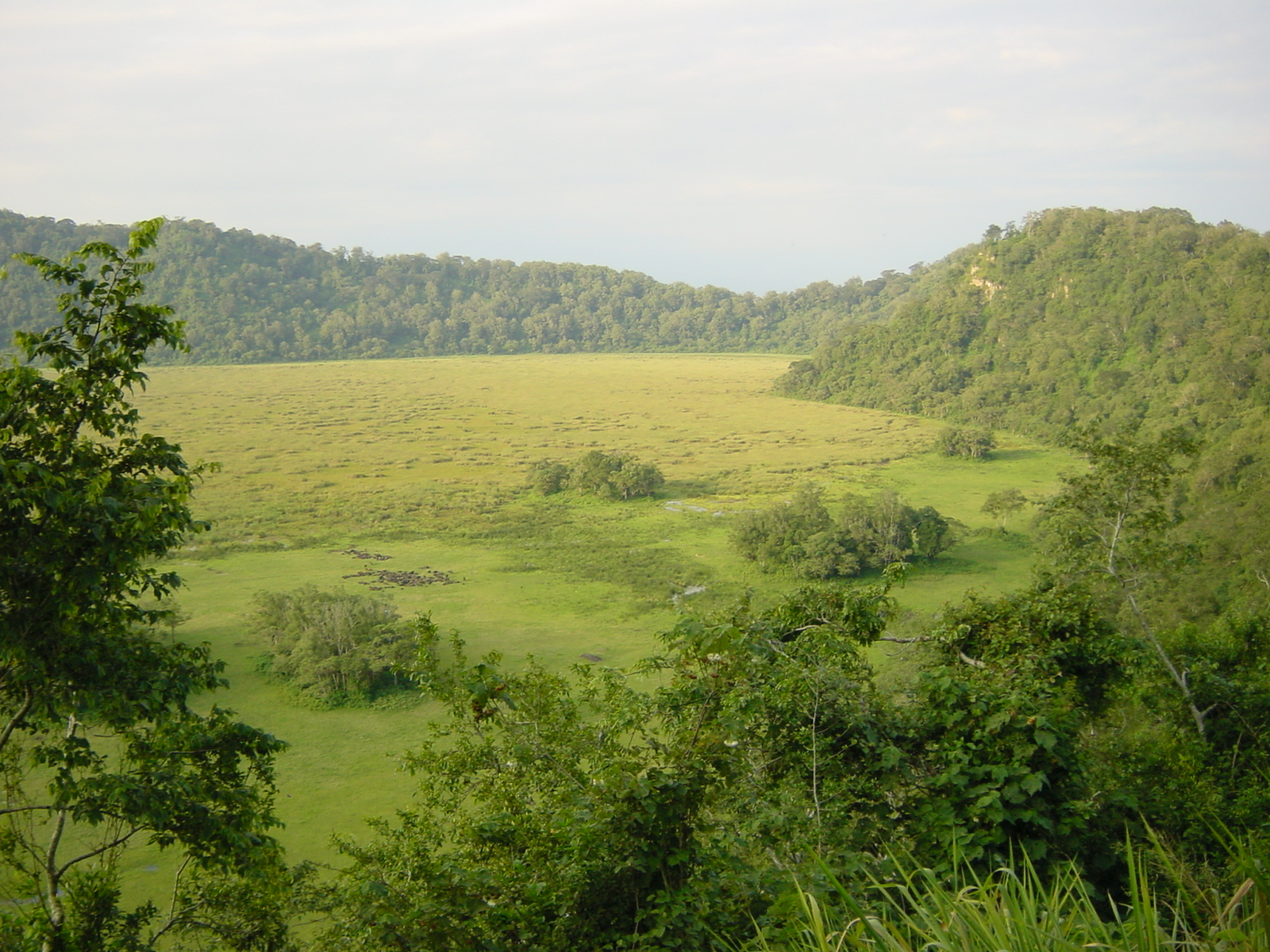
Ngurdotokratern

Bland de intressantare fåglarna finns turakoer, trogoner och biätare. Vid Momellasjöarna, som är saltsjöar, finns tusentals flamingos och sjöfåglar. Totalt har nästa 400 fågelarter setts i parken.

## Säsong
Juni till februari är bästa tiden för att bestiga Meru, även om det kan regna i november. Utsikten mot Kilimanjaro är som bäst från december till februari. Mellan oktober och april finns flyttfåglar i parken.

## Kommunikationer
Från Arusha är det 40 minuter med bil och cirka 60 km från Kilimanjaro flygplats.